# Chikkanandi, Gokak
Chikkanandi là một làng thuộc tehsil Gokak, huyện Belgaum, bang Karnataka, Ấn Độ.